# Gerda Hesse

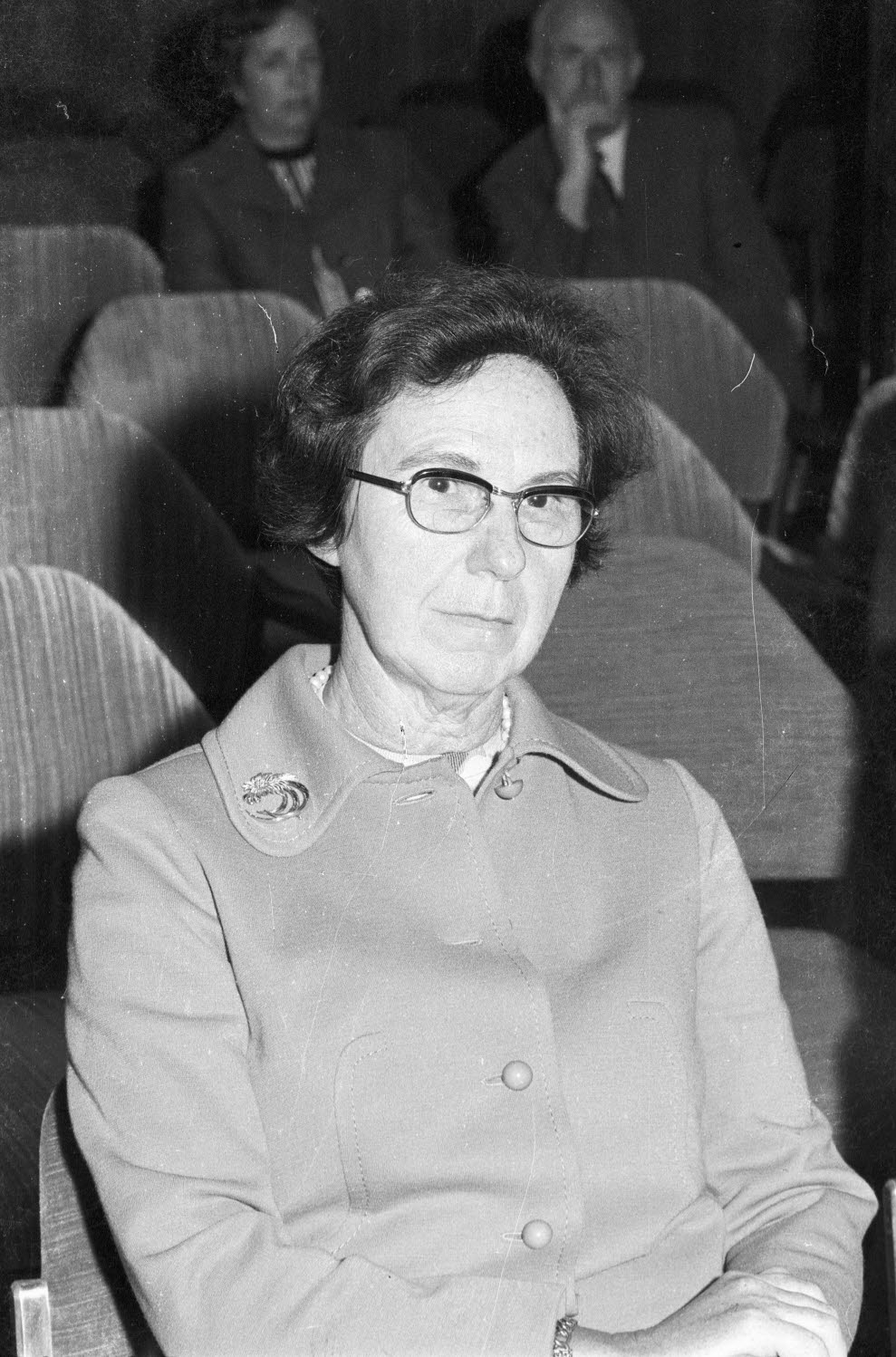
Gerda Hesse (1973)

Gerda Hesse (* 18. Juli 1918 in Hamburg; † 24. August 2006 ebenda) war eine deutsche Gewerkschafterin. Von 1960 bis 1983 war sie Mitglied des Bundesvorstandes der Deutschen Angestellten-Gewerkschaft (DAG) heute ver.di, von 1971 bis 1983 als stellvertretende Vorsitzende.

## Leben
Gerda Hesse, Tochter eines Kaufmanns, war gelernte Industriekauffrau. Nachdem sie in der Industrie und im Verbandswesen verschiedene Tätigkeiten wahrgenommen hatte, wurde sie 1948 hauptamtlich in der DAG im Aufgabenbereich: Wirtschaftspolitik und Betriebsverfassung tätig. 1960 wurde Gerda Hesse erstmals in den DAG-Bundesvorstand gewählt, dem sie bis 1983 angehörte, seit 1971 als Stellvertretende Vorsitzende. Von 1962 bis 1986 war sie Mitglied des Vorstandes der Bundesversicherungsanstalt für Angestellte (BfA), davon zwölf Jahre, von 1968 bis 1980, als Vorsitzende des Vorstands. 1963 wurde Gerda Hesse Mitglied des Wirtschafts- und Sozialausschusses der Europäischen Wirtschaftsgemeinschaft (EWG) in Brüssel. Sie vertrat die DAG 1967 in der von der Bundesregierung gegründeten „Konzertierten Aktion“. Sie war die einzige Frau unter 22 Männern. Vom 16. Juni 1975 bis zum 16. Oktober 1987 war sie Mitglied im Sozialbeirat. Delegiert von der DAG, war sie Mitglied in mehreren Aufsichtsräten (u. a. Dresdner Bank und Siemens). Außerdem berief die SPD sie 1970 in die Programmkommission auf Bundesebene (Vorsitzender: Helmut Schmidt), in die sie insbesondere ihre Expertise in wirtschaftspolitischen Fragen einbrachte und sie seit 1961 Mitglied war.
Gerda Hesse wurde auf dem Friedhof Ohlsdorf beigesetzt.

## Veröffentlichungen
- Wirtschaftsdemokratie in Deutschland, Verlag der DAG, Hamburg 1963